# Oralia Gutiérrez Barrios
Oralia Gutiérrez Barrios (Ciudad Valles, 29 de abril de 1917 - 4 de enero de 2005) fue una gestora cultural, escritora, historiadora, funcionaria y catedrática huasteca.

## Biografía
Cursó su educación básica en su ciudad natal; estudió comercio y contabilidad y, posteriormente, en la Ciudad de México, se formó en periodismo.
En la década de los 40s, dio a conocer la Cascada de Tamul a través de la Revista Discovery, lo que popularizó los parajes naturales de la huasteca potosina.
Fue comentarista y narradora en la radiodifusora local XETR, compartiendo relatos y recopilaciones de la historia antigua de la región huasteca, promoviendo la identidad cultural de la región y convocando a la audiencia a la recuperación de los vestigios arqueológicos que se encontraban en los parajes, con la finalidad de preservarlos como parte de la memoria histórica del pueblo téenek.
El 31 de diciembre de 1978 obtuvo la donación de un predio e inauguró en él, el Museo Regional Huasteco.
Además, creó el escudo de Ciudad Valles, fungió como regidora en el cabildo de la misma ciudad de 1965 a 1967. Fue profesora de arqueología en la Escuela Normal Superior en Oaxaca y socia del Comité Internacional de Museos.
Actualmente, la biblioteca del Museo Regional Huasteco, algunas instituciones educativas en Ciudad Valles y una de las calles principales en Aquismón, llevan su nombre.

## Premios y reconocimientos
- Segundo Lugar en el Certamen Internacional Cultura, Vínculo de Unidad entre los Pueblos (Tampico, 1981)[1]
- Medalla de Bronce en el Concurso Internacional de Literatura
- Presea Plan de San Luis (San Luis Potosí, 1993)

## Publicaciones
- Leyendas huastecas. Sociedad Cultural Potosina de Estudios Históricos (1981).
- Rituales y ofrendas huastecos. Sociedad Potosina de Estudios Históricos (1980).